# Андрей Венгерский (герцог Калабрийский)
Андрей Венгерский (30 октября 1327, Аверса — 1345, Аверса) — принц из венгерской линии Анжу-Сицилийского дома, первый муж неаполитанской королевы Джованны I. Его насильственная смерть стала прологом многочисленных династических неурядиц, сотрясавших Неаполитанское королевство в XIV—XV веках.

## Происхождение
Андрей Венгерский — второй из выживших сыновей венгерского короля Карла I Роберта (1288—1342) и его четвёртой жены Елизаветы Польской (Эльжбеты Пястувны) (1305—1380), родной брат Лайоша (Людовика) I Великого (1326—1382), короля Венгрии и Польши и Стефана, герцога Славонии. Андрей был членом династически старшей (происходила от Карла Мартелла, старшего из сыновей Карла II Неаполитанского) линии Анжу-Сицилийского дома, отказавшейся от неаполитанского престолонаследия ради венгерской короны.

## Брак с Джованной I и династические перспективы в Неаполе
Царствовавший в Неаполе король Роберт, третий сын Карла II Неаполитанского, пережил единственного сына, от которого остались только дочери. В связи с этим Роберт принял решение о браке своей старшей внучки и наследницы Джованны (1326—1382) с одним из представителей старшей, венгерской линии династии. Поскольку старший брат Андрея Лайош был несомненным наследником в Венгрии и возможным — в Польше, выбор пал на Андрея. Помолвка Андрея и Джованны состоялась в 1334 году, Андрею был пожалован титул герцога Калабрийского, традиционный для наследника неаполитанского престола.
Король Роберт скончался 16 (по другим данным 19) января 1343 года, ему наследовала Джованна I. По завещанию деда Джованна должна была выйти замуж за Андрея, после чего молодые супруги должны были быть одновременно коронованы и совместно править Неаполем. Вскоре после смерти Роберта Джованна и Андрей поженились.

## Конфликт с Джованной I и убийство Андрея
Взаимоотношения Андрея и Джованны I не сложились. Джованна открыто презирала супруга, считая его диким и необразованным. Перспектива совместного правления Андрея и Джованны I вызвала споры среди неаполитанской знати: одни считали необходимым короновать только Джованну, Андрей остался бы в этом случае только мужем правящей королевы, другие требовали коронации обоих супругов с тем, чтобы они правили совместно. В августе 1344 года с согласия папы Климента VI, номинального сюзерена Неаполя, Джованна I была коронована одна, без супруга.
Андрей написал своей матери, вдовствующей венгерской королеве Елизавете, что, опасаясь за свою свободу и жизнь, он будет вынужден бежать из Неаполя. Елизавета немедленно прибыла в Неаполь и, используя значительные средства, сумела укрепить партию сторонников её сына. Под влиянием Елизаветы изменил своё решение папа Климент VI, согласившийся признать за Андреем королевские титул и власть. Покидая Неаполь, Елизавета подарила Андрею кольцо, обладатель которого, как считалось, не может погибнуть от холодного оружия или яда.
Узнав о решении Климента VI о предстоящей коронации Андрея, сторонники Джованны решили устранить будущего короля. В замке Аверса в ночь с 18 на 19 сентября 1345 года Андрей был задушен и выброшен из окна.
Уже после смерти Андрея Джованна I родила их единственного сына Карла Мартелла (25 декабря 1345 — после 10 мая 1348), умершего во младенчестве в Венгрии.

## Версии убийства и его последствия
Подробности и виновники убийства Андрея так и не были установлены. Подозрения пали на кузенов Андрея и Джованны I — Людовика Тарентского (1308—1362) и Карла Дураццо (1323—1348), принадлежавших к младшим ветвям Анжу-Сицилийского дома. Оба имели серьёзные мотивы для убийства Андрея: Людовик через год женился на Джованне I, а Карл был уже женат на Марии, родной сестре Джованны I. Таким образом, оба выигрывали от устранения лишнего претендента на корону. Джованна I, как минимум, знала о готовящемся преступлении, и, скорее всего, принимала в нём участие.
Установление обстоятельств и виновников убийства Андрея Венгерского были предметом четырёх расследований. Первые два проводились по указанию и при участии Джованны и её второго мужа Людовика Тарентского. Результатом этих расследований стало полное оправдание Джованны и её кузенов.
В 1348 году Лайош I Венгерский, требуя мести за смерть брата, вторгся в Неаполитанское королевство, разбил армию Джованны I при Капуе в январе 1348 года. Джованна I и Людовик Тарентский бежали в Прованс, а Лайош, овладев всей Южной Италией, провёл своё расследование. Джованна I была заочно обвинена в убийстве первого мужа, а её кузен Карл Дураццо был схвачен и казнён 23 января 1348 года в Аверсе. В июне 1348 года из-за свирепствовавшей в Италии эпидемии чумы Лайош I вернулся в Венгрию, оставив в крупных городах Неаполитанского королевства гарнизоны. Джованна I и Людовик Тарентский с наёмной армией вернулись в Южную Италию и в течение 1349 года овладели большей частью королевства.
В 1350 году Лайош I вновь захватил Неаполь, а Джованна I и её муж бежали в Гаэту. В октябре 1350 года при посредничестве Климента VI было заключено перемирие, в соответствии с которым было проведено ещё одно расследование убийства Андрея. Джованна I могла сохранить свой трон только при условии невиновности в смерти мужа, в противном случае Неаполь должен был перейти под власть Лайоша I. Это уже четвёртое следствие, проведённое от имени папы кардиналами, было наиболее беспристрастным. Убийцей Андрея был назван уже казнённый Лайошем I Карл Дураццо, подтвердились подозрения относительно соучастия Джованны I. Тем не менее, было официально объявлено, что ненависть королевы к первому мужу была результатом наваждения, поэтому Джованна действовала вопреки собственной воле и является невиновной в убийстве. Этот парадоксальный вердикт был одобрен Климентом VI и принят Лайошем I. Последний навсегда покинул Южную Италию и признал Джованну I королевой Неаполя.
По результатам следствия 1350 года убийство Андрея Венгерского произошло при следующих обстоятельствах. В ночь с 18 на 19 сентября 1345 года Андрей вышел из супружеской спальни в замке Аверса и был внезапно атакован заговорщиками. Слуга-изменник запер дверь за Андреем, лишив последнего возможности скрыться в комнате. Безоружный Андрей защищался и всё время звал на помощь, в то время как его жена всё это время находилась в кровати за закрытой дверью и слышала звуки борьбы и крики. Наконец убийцы смогли свалить Андрея на пол и, поскольку считалось, что его невозможно заколоть кинжалом, принца задушили шёлковым шнурком и затем выбросили из окна.
В августе 1381 года принц Карл Дураццо (называемый Карлом Малым для отличия от его дяди — одного из предполагаемых участников убийства Андрея) при помощи венгерских войск и поддержке папы Урбана VI захватил Неаполь и арестовал Джованну I. В ноябре 1381 года Карл III Малый был коронован как король Неаполя, а 22 мая 1382 года Джованна I была по его приказу задушена. Это убийство было объявлено отмщением за смерть Андрея Венгерского.